# Aphyssura humei
Aphyssura humei är en tvåvingeart som beskrevs av Norris 1999. Aphyssura humei ingår i släktet Aphyssura och familjen spyflugor. Inga underarter finns listade i Catalogue of Life.